# Thomas Nölle
Thomas Nölle (Soest, 2 de diciembre de 1948-Badalona, 3 de junio de 2020) fue un artista alemán nacido en Westfalia, al oeste de Alemania. Vivió en Barcelona (España) desde 1988 hasta su fallecimiento. Su primer acercamiento al arte fue a través de la fotografía; realizó su primera exposición en 1963. Comenzó su carrera artística a mediados de los años 70. Su faceta creativa y experimentalista impulsó su trabajo en varios campos y con diferentes técnicas: fotografía, pintura, collage, escultura, ensamblaje, environment, mixed media, vídeo, instalación, acción e intervención en espacios públicos.

## Trayectoria profesional
Se formó en Pedagogía en la Universidad Rheinische Friedrich-Wilhelms. Y, durante sus estudios universitarios, vivió un breve período en Bélgica. A partir de 1970, se trasladó a Bonn, donde instaló su primer estudio de artista. Desde 1988 hizo frecuentes viajes a Barcelona, y en 1989 estableció su estudio en el Barrio Gótico de esta ciudad. En 2010 se asentó en Vilassar de Mar (Barcelona), aunque también vivió durante ciertos períodos en Brasil, Portugal y Alemania. Durante su vida profesional consolidó su trabajo con una amplia trayectoria de exposiciones a nivel internacional.
La base de su obra se asienta en la observación experiencial del mundo y de la naturaleza humana, desarrollando un extenso entramado temático y de sentidos multireferenciales. Su impulso creativo y experimentalista propició su trabajo en varios campos y con diferentes técnicas: fotografía, pintura, collage, escultura, ensamblaje, environment, mixed media, vídeo, instalación, acción e intervención en espacios públicos.
Nölle fue un gran viajero, por lo que desde temprana edad sus viajes le ayudaron al desarrollo de una visión cosmopolita. El historiador del arte Jürgen Pech escribió que «Thomas Nölle pertenece a dos culturas, la europea y la no-europea, una situación que se espeja en sus trabajos». 
Thomas desarrolló su carrera profesional interesado principalmente en la naturaleza y su relación con los humanos, mediante una aproximación crítica social, política y económica. Estos fueron los temas desarrollados en su obra desde sus inicios y los continuó implementado a lo largo de los años.

## Obra
Thomas Nölle desarrolló estilos muy personales a lo largo de su trayectoria, conservando siempre su libertad e independencia absoluta de las tendencias artísticas de moda. Su sensibilidad y particular percepción estética dotaron toda su oeuvre de una expresividad poética singular.
Desde sus obras tempranas, centró su foco de interés conceptual en cuestiones sociopolíticas, culturales y medioambientales, con un espíritu ecologista avant la lettre. El marcado acento social, la visión crítica acerca del impacto en la naturaleza de la industrialización y de los excesos de la sociedad de consumo; los conflictos de poder en las interacciones entre culturas y estamentos sociales —en especial el colonialismo y el neocolonialismo—; su aguda reflexión sobre el contexto del arte, así como la interrelación entre arte, vida, memoria e historia, son los principales ejes temáticos de su práctica artística desde su fase inicial hasta sus últimos trabajos. Según Claudia Giannetti, «para Thomas, la componente crítica se materializa en la obra por medio de substratos intrínsecos de imaginación, sensibilidad y transgresión, más allá de los convencionalismos culturales».
La experimentación con los más diversos soportes, técnicas y materiales fue una característica de su praxis de trabajo, marcada por una búsqueda incesante de caminos renovadores y métodos híbridos. En el ámbito de la fotografía, su experimentalismo fue también una constante; lo empleó en general de manera procesual y seriada, siempre en correlación con los temas o motivos trabajados.

### Primera etapa: Décadas de 1960, 1970 y 1980
Sus numerosos viajes por varias ciudades y países en las décadas de 1960–1970, como Pompeya, París, Londres, y países como Grecia, Rusia, India, Egipto o el Caribe, le marcaron tempranamente y fueron objeto de representación fotográfica. Entre 1979 y 1981 emprendió un largo viaje por varios países de América del Sur, entre ellos Perú, Bolivia, Paraguay y Brasil. Durante este periodo, creó series fotográficas y de fotoperformance con fuerte compromiso social, que integraron su última exposición Notes de América del Sur – Un viaje | 1979–1981, en la Casa de América, Madrid (06/02 a 28/03/2020): «Los asuntos plasmados en las fotografías de este periodo entre 1979 y 1981 desvelan su mirada puesta en lo social, pero también en los problemas medioambientales y las relaciones entre el ser humano y la naturaleza». Estas series fueron reproducidas en su último libro de artista Notes de América del Sur – Un viaje | 1979–1981, de 2020.
Al regresar a Alemania de su viaje por América del Sur, Nölle volvió a instalarse en Bonn, desarrollando una intensa actividad artística, sobre todo en los campos de la pintura, el dibujo, el collage, el ensamblaje y la acción. Durante la década de 1980, expuso en varias muestras individuales y colectivas en Alemania, entre las que se destacan: la individual en el Kunsthistorisches Institut, Bonn, Yves Klein, Amongst Others, en 1983; Kunstverein de Bonn (1984), en la que también participó Jean Tinguely, al que involucró en su acción Das ist doch keine Art [That’s no Art/no Way]; y en el Kunstmuseum de Düsseldorf junto con Joseph Beuys, N. Saint Phalle, J. Klauke, R. Rauschenberg entre otros, ciudad en la que realizó la acción pública “Art is Health – Remember Yves Klein” (1984), frase impresa en las laterales de los tranvías que circularon por aquella ciudad. Así como para Yves Klein, cuyo trabajo fue un referente para Nölle, arte y vida constituían para él una unidad dinámica inseparable.
Su exposición individual en la Orangerie Schloss Augustusburg, Brühl, Room to Move (1988), reunió gran parte de su producción pictórica en gran formato del periodo entre 1985–1988 y una instalación site-specific de mismo título sobre las fronteras del conocimiento. Sus pinturas abordan temas relacionados con la fragilidad de la memoria, la fragmentación de la historia, así como los condicionamientos humanos. Con cromatismo predominantemente terroso, en sus cuadros utiliza sustratos matéricos superpuestos a modo de palimpsesto, en los que esgrafía figuras y formas simbólicas. En 1991, se publicó el catálogo monográfico de su obra pictórica realizada entre 1985–1991.

### Colonialismo y neocolonialismo
La colonización, el neocolonialismo y las confrontaciones entre culturas fueron algunos de los temas abordados por Nölle en varias obras, por ejemplo, en la serie de fotoperformance y electrografías Un índio en Brasília (1980) o en la serie de pintura y técnica mixta Mundus Novus (1990) sobre la colonización de la América Latina, exhibida en la exposición individual en la Fundación Friedrich Naumann, Königswinter (DE).
Retomó la temática del neocolonialismo en amplias series de fotografías y videoarte producidas entre 2002–2008 que tratan críticamente el racismo racial, la discriminación, la aculturación forzosa y la pérdida de la memoria, sobre todo respecto a los pueblos indígenas y africanos. Estas obras fueron exhibidas en su muestra individual “Tiempos Dorados” en el MEIAC Museo Extremeño e Iberoamericano de Arte Contemporáneo de Badajoz (ES) en 2008, comisariada por Nilo Casares, con la edición de un catálogo monográfico. La emblemática fotografía de esta serie “Terra Madre” (2007) fue exhibida, en 2015, en la Künstlerhaus Wien, Viena (Austria), en la muestra “Über ich”, comisariada por E. Gortchokova.

### Arte, naturaleza, ecología y sociedad
«Una bofetada en la cara, con obras que contrarían todas las convenciones del arte», escribía un crítico de arte alemán en el artículo sobre la exposición de Nölle en 1977 en Soest, cuyas obras trataban sobre el daño ambiental y humano a causa de las desmesuras de la sociedad de consumo y la industrialización.
Dando continuidad a su intenso y continuo trabajo dedicado a explorar la relación entre arte, naturaleza, ecología y sociedad iniciado en los años 1970, a partir de su viaje por América del Sur en 1979-1981, especialmente por Brasil, foca su mirada en el vínculo entre deforestación y exterminio de pueblos nativos. En la entrevista realizada por Ángel Antonio Rodríguez, publicada en el catálogo Thomas Nölle – En passant, Madrid: Puxagallery, 2020, pp. 2–11.

Nölle  afirma:
«Allí tomé la verdadera consciencia del gran problema de la destrucción ambiental de la Amazonia y de sus pueblos indígenas. Para mí se convirtió en sinónimo de la destrucción de todo el planeta. De hecho, desde el principio de mi trabajo artístico el aspecto ecológico ha desempeñado un papel muy importante, siempre en relación con el desarrollo humano y nunca como un fenómeno aislado.» (Dic. 2019)
A partir de 1989 empezó a recoger y recolectar sistemáticamente de las playas de Barcelona, sobre todo de la Barceloneta, materiales orgánicos, de desecho y basuras de todo tipo, pulidos por la sal y el movimiento del oleaje durante décadas. El trabajo de arqueología urbana y marina fue uno de los aspectos más destacados y emblemáticos de su obra desde entonces. Estos objet trouvé fueron empleados, a partir de 1990, en su producción dedicada al vínculo entre arte, ecología y memoria en diferentes formatos —cajas de objetos, mosaicos, ensamblajes, environments y acciones públicas.
Una de las obras representativas de su crítica y reflexión sobre las consecuencias de los modelos capitalista de producción y de consumo insostenibles para el medio ambiente, para el ecosistema marino y la vida de las especies, incluida la humana, fue la instalación Musée Méditerranée (2000-2002) exhibida en Barcelona, en el MUVIM Museo Valenciano (Observatori III, Valencia, ES, 2002); Museo de Arte Contemporáneo de Ibiza (2004); Re:NEW Festival (Pittsburgh, USA, 2016) y en el DrapArt’16, CCCB Centre de Cultura Contemporánea de Barcelona.  
En 2015 su proyecto fotográfico Mare Rostrum —un encargo de Marviva Agència de Residus de Catalunya, Port de Barcelona y Drap-Art’15— sobre la labor de la Cofradía de Pescadores de Barcelona de recogida de basura del Mar Mediterráneo, se presentó en el Centro de Cultura Contemporània de Barcelona y posteriormente en varias instituciones de Cataluña. Según indica el artículo publicado por Roberta Bosco en el periódico El País titulado Arte para limpiar el mar, con fecha 21/12/2015.
«Este trabajo de arqueología marina ha culminado en su proyecto de intervención en el espacio público Sea Shore (diciembre de 2016) presentado en la Plaza dels Angels, delante del MACBA – Museo de Arte Contemporáneo de Barcelona durante el Festival Drap-Art’16. Consistió en dos acciones: los Micro-Museos Portátiles, en que Nölle donaba una pequeña obra realizada con material de desecho de la playa a todos aquellos visitantes comprometidos con la preservación del ecosistema marino y se generaba un museo virtual en las redes sociales; y la instalación de un Museo Efímero —una cúpula bioconstruida con cañas como un laboratorio de actividades creativas abierta al público. Según Stefano Caldana y R. Bosco, ambos mueven una sutil crítica al sistema por sus prácticas ecológicamente insostenibles y plantean la necesidad de modelos sostenibles, tanto por lo que se refiere al consumo como a la convivencia humana».

### Múltiples dimensiones de la praxis fotográfica
Thomas Nölle desarrolló su trabajo fotográfico a lo largo de toda su trayectoria, cuyo legado es fundamental para el conjunto de su producción artística. Además de su temprana producción fotográfica en blanco y negro entre las décadas de 1960 y 1990, a partir de principios de 2000 incorporó también el formato digital en color. La creación de series temáticas fue una constante en su praxis fotográfica.
Mientras la atención a los aspectos sociales, la fotografía secuenciada, la fotoperformance y la intervención pictórica y collagística en la impresión fotográfica marcaron su producción de las décadas de 1970 hasta 1990, las series dedicadas a Singular Things, a la street-photographie y las investigaciones sobre las potencialidades de la luz y los movimientos como recursos para la creación fotográfica fueron algunas de sus importantes líneas de trabajo en el siglo XXI. El gesto pictórico de su plástica se adentró en la imagen fotográfica digital creando lo que Norval Baitello, en el texto sobre By the Way, denominó de no-fotografía.
Cuatro proyectos de la segunda década del siglo XXI tuvieron especial significado: Musa x paradisiaca (2010) es una serie de fotografías en color expuesta en la Galería Arte Periférica de Lisboa (2014) y en Barcelona (2015) dedicada al ciclo vital de la planta del plátano, una metáfora de la fugacidad y lo perecedero en la espiral de la vida y del tiempo circular de las historias.
En la exposición individual Way of Light con fotografías y videoarte en la Factoría Santiago de Compostela, en 2010, presentó el resultado de su extensa investigación del potencial de la luz en la construcción de imágenes en conjunción con el movimiento. “La escritura con luz en esta serie poética está creada en base al trabajo en tiempo real con la luz, el movimiento y la velocidad, sin cualquier manipulación posterior de imagen. La serie tiene tres momentos: la escritura caótica; la escritura como música visual; y la escritura minimalista.” (Mentes Inquietas, 28.10.10, Way of Light – Thomas Nölle, Factoría Santiago de Compostela, 2010) Desarrolló esta técnica progresivamente, logrando composiciones fotográficas abstractas generadas en un solo disparo.
En 2018 realizó la exposición individual en el Museo Nacional del Romanticismo (Madrid) con su serie fotográfica “By the Way” (2008–2018), cuya poética visual aborda el movimiento de inmersión en el paisaje. Para Sergio C. Fanjul, “el alejamiento del realismo da paso al diálogo entre los mundos interior y exterior del artista”. En esta ocasión fue editado su libro de artista del mismo título.  Sergio C. Fanjul, En el País, – Thomas Nölle toma imágenes brumosas a través de la ventana de trenes o coches”,
En su penúltima exposición individual En Passant, en Puxagallery de Madrid, en el año 2020 , fueron exhibidas, entre otras, una selección de su producción de fotografías en cajas de luz de la serie …in Mind (2017–2020) sobre las resonancias e interpenetraciones dinámicas que se dan en el contacto del público con la obra de arte, en contraste con el instante detenido de la serie Frozen Time (Bodegón) (2010–2020) también de fotografía en cajas de luz. En el año 2020, realiza su última exposición individual en Casa de América, Madrid, Notas de América Kunstmuseum Düsseldorf, DE.del Sur – Un viaje | 1979–1981.

### Videoarte y videoinstalación
Otra vertiente de su producción estuvo dedicada al videoarte y las instalaciones audiovisuales. En 2006 se celebró la exposición individual “Entre las imágenes” en el V Festival Internacional de la Imagen de Manizales (Colombia), donde presentó cinco instalaciones audiovisuales. Ese mismo año, Nölle participó en el 12.º Festival Internacional de Artes y Culturas Digitales de Gran Canaria con la instalación audiovisual “Hall of Fame” (Nölle/cv8.org) sobre el perverso y efímero mercado del estrellato.V Festival Internacional de la Imagen de Manizales, catálogo: Thomas Nölle, “Entre las imágenes”, pp. 193–201:
La videoinstalación “El salto del ángel (Qué será, será...)”, que aborda la fatalidad del utopismo, se presentó en la exposición El discreto encanto de la tecnología: Artes en España en el MEIAC (Badajoz) en 2008, en el ZKM Center for Art and Media Karlruhe (DE, 2008-09) y en la Neue Galerie Graz (AT, 2009).
En su muestra individual Tiempos Dorados en el MEIAC Museo Extremeño e Iberoamericano de Arte Contemporáneo de Badajoz (ES, 2008), además de las fotografías, presentó cinco instalaciones audiovisuales y una instalación sonora sobre el impacto del capitalismo y el consumismo en las culturas, la memoria y la naturaleza.
La pieza de videoarte emblemática en su producción es Tour en l'air – La vie en rose (2012), es una alegoría tanto de la fragilidad de la vida como de nuestra memoria. Se presentó en la galería  Puxagallery, Thomas Nölle, Tour en l'air – La vie en rose, 2012.

## Acción cultural: L’Angelot (Barcelona)
En 1993, Thomas Nölle se convirtió en el principal mentor y cofundador de la Asociación de Cultura Contemporánea L'Angelot en Barcelona junto con Claudia Giannetti, historiadora del arte y su esposa y compañera desde 1980. L’Angelot fue el primer espacio en España dedicado específicamente al arte y las nuevas tecnologías. Nölle cedió los locales situados en el Barrio Gótico, en el corazón de Barcelona, para el desarrollo de la programación de esta asociación sin ánimo de lucro, que funcionó hasta 1999, habiendo realizado más de setenta actividades entre exposiciones, seminarios, conferencias, conciertos, performances, talleres y publicaciones, logrando especial protagonismo en la escena artística

## Exposiciones (selección)
- 1977: Produzenten Galerie, Zurique, CH (individual)
- 1978: Kurhaus Dangast, DE (individual)
- 1979: Werkstatt Galerie Bonn, DE (individual)
- 1983: Kunsthistorisches Institut, Universidad de Bonn, DE, “Klein unter anderem”

        [Klein Amongst Others] (individual).
- 1984: Bonner Kunstverein, Bonn, DE.
- 1984: Acción “Das ist doch keine Art” [That’s no Way/no Art] con J. Pech durante

         la performance de Jean Tinguely, Bonner Kunstverein, Bonn, DE.
- 1984: Kunstmuseum Düsseldorf, DE.1977: Produzenten Galerie, Zurique, CH (individual)
- 1984: Acción pública en Düsseldorf: “Kunst ist Gesundheit | Art is Health –1977: Produzenten Galerie, Zurique, CH (individual)

        Remember Yves Klein” en los tranvías del centro de la ciudad.
- 1987: Kunsthistorisches Institut, Universidad de Bonn, DE, “Bilder 1986/87”1977: Produzenten Galerie, Zurique, CH (individual) (individual).

- 1988: Orangerie Schloss Augustusburg, Brühl, DE, “Room to Move” (individual)
- 1988: Mülheim Art Museum, Mülheim, DE.
- 1990: Friedrich Naumann Foundation, Königswinter, DE, “Mundus Novus I”  (individual)
- 1990: Syndikathalle Raue Gallery, Bonn, DE, “Out of Limits”Bilder 1986/87”
- 1992: Städtische Galerie, Suhl, DE, “Mundus Novus II” (individual).
- 1993: L’Angelot Asociación de Cultura Contemporánea, Barcelona, ES.
- 1994: Galería Manoel Macedo, Belo Horizonte, BR, “La mer-e” (individual).
- 1995: Galería Cruce, Madrid, ES, “Finis Terrae”, con Angiola Bonanni.
- 1996: Purgatori II, Valencia, ES, “Fabled Sea” (individual).Bilder 1986/87”
- 1996: Centro Cultural Brasil-España, Belo Horizonte, BR, “Pontes da Memória” (individual).

- 1996: Galería Antoni de Barnola, Barcelona, ES, “Expanded collage”.Bilder 1986/87”
- 1996: Galería Dada, Granollers, ES, “Plage d’Or” (individual).Bilder 1986/87”
- 1998: Transforma Espacio, Vitoria, ES, “Symphonie Technique” (individual).

- 2000: Kolams Gallery, Belo Horizonte, BR, “Emcaixas”, con Paulo Laender.
- 2000: Café Schilling, Barcelona, ES, “Musée Méditerranéen” (individual).
- 2002: Museu d’Art de Sabadell, ES, “Sin salida de emergencia”.
- 2002: Acción-performance “El criado mudo”, inauguración de “Sin salida de emergencia”, 16.05.2002, Museu d’Art de Sabadell, ES.

- 2002: Centro Nacional de las Artes, México DF, MX.
- 2002: MUVIM, Museo Valenciano de la Ilustración y la Modernidad, Valencia,Kunstmuseum Düsseldorf, DE.

        ES, Observatori III – International Festival of Artistic Research.
- 2003: Arts Centre Gallery, Barcelona, ES, “Tiempos dispersos” (individual).
- 2004: Museu d’Art Contemporani d’Evissa, Ibiza, ES, “Pronóstica”.Kunstmuseum Düsseldorf, DE.
- 2005: Arts Centre Gallery, Barcelona, ES, “Collector’s Dream” (individual).Kunstmuseum Düsseldorf, DE.
- 2006: Centro Cultural de España, México DF, MX, “Silencio vicioso” (individual).Kunstmuseum Düsseldorf, DE.
- 2006: V Festival Internacional de Imagen, Manizales, CO, “Entre las imágenes” (individual).

- 2006: Gran Canaria Espacio Digital, XII Canariasmediafest – Festival

         Internacional de Artes y Culturas Digitales de Gran Canaria, ES.
- 2008: MEIAC Badajoz y ZKM Center for Art and Media Karlsruhe, DE, “El

         discreto encanto de la tecnología. Artes en España”, comisariada por Claudia Giannetti.
- 2008: Museo Extremeño e Iberoamericano de Arte Contemporáneo – MEIAC,1977: Produzenten Galerie, Zurique, CH (individual)

         Badajoz, ES, “Tiempos Dorados” (individual), comisariada por Nilo Casares.
- 2009: Neue Galerie Graz, AT, “El discreto encanto de la tecnología. Artes en

         España”, comisariada por Claudia Giannetti.
- 2010: Factoría Santiago, Santiago de Compostela, ES, “Way of Light” (individual).

- 2014: Galería Arte Periférica, Centro Cultural de Belém, Lisboa, PT, “Musa x1977: Produzenten Galerie, Zurique, CH (individual) paradisiaca” (individual).

- 2015: Künstlerhaus Wien, Viena, AT, “Über ich”, comisariada por Eugenia Gortchokova.

- 2015: Mare Rostrum Proyecto, Centro de Cultura Contemporània de Barcelona, ES, encargo de Marviva Agencia de Residus de Catalunya, Port de Barcelona, Drap-Art (individual).

- 2015: Re:NEW Festival (Drap-Art), Pittsburgh, USA.
- 2016: “SEA≈STORE”, intervención y acciones en el espacio público, Plaza dels1977: Produzenten Galerie, Zurique, CH (individual) Àngels (Drap-Art’16), Barcelona, ES (individual).

- 2016: Centro de Cultura Contemporània de Barcelona, Drap-Art’16, Barcelona, Bilder 1986/87”ES.

- 2017: Goethe-Institut de Lisboa, PT, “Elsewhere – An Improbable Journey”, con Carlos Gasparinho.

- 2018: Museo Nacional del Romanticismo, Madrid, ES, “By the Way” (individual).Kunstmuseum Düsseldorf, DE.
- 2020: Puxagallery, Madrid, ES, “En Passant” (individual).Kunstmuseum Düsseldorf, DE.
- 2020: Casa de América, Madrid, ES, “Notas de América del Sur – Un viaje | 1979–1981” (individual).

## Catálogos monográficos y libros de artista
- Thomas Nölle – Arbeiten 1985–1991, catálogo; texto de Amador Vega; pintura y técnica mixta (Bonn, 1991).
- Thomas Nölle – Fabled Sea, libro-objeto (Bonn, 1995).
- Thomas Nölle – La poética de la combinatoria (1997–2003), catálogo, ensamblajes, mosaicos, técnica mixta e instalaciones (Barcelona, 2004).
- Thomas Nölle – Entre las imágenes, catálogo, instalaciones audiovisuales (Barcelona/Manizales, 2006).
- Thomas Nölle – Tiempos dorados | Golden Times, catálogo: textos de Nilo Casares y Siegfried Zielinski; fotografía e instalaciones (Badajoz: MEIAC, 2008). ISBN 978-84-612-7783-4

Thomas Nölle – Way of Light, catálogo, fotografía (Santiago de Compostela: Factoría Compostela, 2010).
- Thomas Nölle – Musa x paradisiaca, libro de artista, fotografía (Barcelona, 2012). ISBN 84-922265-7-9
- Thomas Nölle – By the Way, libro de artista; texto de Norval Baitello; fotografía, ed. limitada (Barcelona, 2016). ISBN 978-84-922265-8-0
- Elsewhere, libro de artista de Thomas Nölle y Carlos Gasparinho, fotografía, ed. limitada (Lisboa, 2016).
- Thomas Nölle – Treatrum Mundi. Nihil Novi (2014-2018), Fascículo proyecto fotográfico, Suroeste Revista de Literaturas Ibéricas, n.º 8, 2018.
- Thomas Nölle – En passant, catálogo; entrevista de Ángel Antonio Rodríguez a Thomas Nölle; fotografía y cajas de luz (Madrid: Puxagallery, 2020).
- Thomas Nölle – Notes de América del Sur – Un viaje | 1979–1981, libro de artista; texto de Claudia Giannetti; fotografía, fotoperformance, dibujos; ed. limitada (Barcelona, 2020). ISBN 978-84-922265-9-7
- Presentaciones de sus libros de artista y fotografía: Musa x paradisiaca en Laie Barcelona (2015). By the Way en Blue Project Foundation (Barcelona, ES); MEIAC (Badajoz, ES); EsBaluard Museo de Arte Contemporáneo (Mallorca, ES); y Parque Lage Centro de Arte (Río de Janeiro, BR), 2015. “Notes de América del Sur – Un viaje | 1979–1981” fue presentado en Casa de América en febrero de 2020.

## Museos
Ha expuesto su obra en diferentes instituciones tales comoː  MUVIM Museo Valenciano (Valencia, ES); Museo de Arte Contemporáneo de Ibiza (ES); Centro Cultural de España (DF, MX); Centro Nacional de las Artes (México D.F., MX); V Festival Internacional de Imagen (Manizales, CO); Centro Cultural Brasil-España (Belo Horizonte, BR); ZKM | Center for Art and Media Karlsruhe (DE); Neue Galerie Graz (AT); Künstlerhaus Wien (Viena, AT); Museo de Arte de Düsseldorf (DE); Kunstverein de Bonn (DE); Goethe-Institut de Lisboa (PT), entre otros.